# Albino Crespi
Albino Crespi (30 de enero de 1930 - 23 de octubre de 1994) fue un ciclista de carreras italiano. Ganó la tercera etapa del Giro de Italia de 1953.